# Ust'-Kara
Ust'-Kara (in russo Усть-Кара?) è un villaggio situato nel Zapoljarnyj rajon del Circondario autonomo dei Nenec, nella Russia europea del nord.
Si trova sulla sponda orientale della piccola baia di Kara, alla foce del fiume Kara, 520 km a nord-est di Nar'jan-Mar e a 310 km da Salechard.